# Veronica Wadley
Veronica Judith Colleton Wadley (née le 28 février 1952) est présidente de l'Arts Council London et membre du conseil d'administration de l'Arts Council England (depuis 2010). Elle est conseillère principale de l'ancien maire de Londres, Boris Johnson (2012-2016) et du président du London Music Fund (anciennement le Mayor's Fund for Young Musicians) de 2012 à 2016, où elle reste administratrice. Elle est également administratrice non exécutive du groupe Berkeley et administratrice indépendante de Times Newspapers Holdings.
Auparavant, elle est rédactrice en chef du Evening Standard (2002–2009) et rédactrice en chef adjointe du Daily Telegraph.

## Jeunesse et carrière
Wadley est née à Chelsea et étudie à la Francis Holland School du centre de Londres et à la Benenden School dans le Kent . Elle est employée par Condé Nast (1971–74), travaillant sur Vogue, avant de se rendre en Afrique du Sud où elle travaille comme journaliste pendant trois ans. Elle rejoint ensuite le magazine couleur The Daily Telegraph (1978–81) et The Mail le dimanche pendant cinq ans avant de rejoindre le Daily Telegraph en 1986, y restant jusqu'en 1996, en étant nommée rédactrice en chef en 1994 . Elle travaille également sur le Daily Mail en tant que rédactrice adjointe et rédactrice en chef des reportages (1996–2002).

## Rédacteur duEvening Standard
Journaliste, Wadley est rédactrice en chef du London's Evening Standard de février 2002 à février 2009, période pendant laquelle il appartient à Associated Newspapers. Elle est la première rédactrice en chef du journal. Pendant ses sept années au Standard, elle défend les arts et préside les Evening Standard Theatre Awards et les Film Awards. Après l'acquisition du Standard par Alexandre Lebedev en 2009, il la remplace par l'ancien rédacteur en chef de Tatler, Geordie Greig.
Le journal a particulièrement critiqué le maire de Londres de l'époque, Ken Livingstone . Cela atteint un point critique à l'approche de l' élection du maire de Londres en 2008, au cours de laquelle le journal de Wadley attaque le bilan de Livingstone. Selon des articles dans The Guardian et Time Out London, elle est fortement influencée par la nécessité de renouveler le contrat de plusieurs millions de livres d'Associated Newspaper pour livrer le journal gratuit Metro dans les stations de métro de Londres en 2010, une décision relevant du maire . 

## Carrière ultérieure
En tant que président du Conseil des arts de Londres, Wadley est défenseur et ambassadeur du Conseil des arts pour défendre, soutenir et développer l'art et la culture à travers la ville. L'Arts Council London soutient une gamme d'activités dans les arts, les musées et les bibliothèques - du théâtre à la danse, la musique, la littérature et l'art et supervise le budget de Londres. Wadley est nommée en 2012 en tant que conseillère principal du maire de Londres, Boris Johnson, conseillère sur l'héritage olympique et joue un rôle déterminant dans la mise en place de Team London qui remporte la Capitale européenne du volontariat 2016 pour son travail avec les jeunes. Elle supervise les programmes de bénévolat et d'emploi pour les jeunes et coordonne les relations du maire avec les divers organismes de bienfaisance de Londres. Elle développe également une nouvelle stratégie de relations d'affaires et de parrainage pour la Greater London Authority.
Wadley est fortement impliquée dans la promotion et le soutien de la musique et des arts à Londres. Elle participe également à la collecte de fonds pour plusieurs organismes de bienfaisance. Elle est membre fondatrice du London Music Fund (anciennement maire de London's Fund for Young Musicians, un organisme de bienfaisance indépendant soutenant l'éducation musicale des enfants de familles à faible revenu à Londres) et en est la présidente de 2012 à 2016. Elle est également gouverneure de l'école Yehudi Menuhin (depuis 2012). L'école développe le potentiel musical de jeunes musiciens exceptionnellement doués. Depuis 2009, elle est conseillère chez Greenhouse Sports. Greenhouse est une organisation caritative créée en 2002 pour fournir des programmes sportifs aux écoles secondaires et académies de Londres dans les régions où le chômage est élevé. Elle est membre du conseil consultatif de GLA Music Education (2010-2016) qui aide à promouvoir l'éducation musicale à Londres.
Auparavant, elle est administratrice du Northern Ballet (2009–2013) et membre du conseil consultatif d' Arts and Business (2009–2012) et présidente de la conférence Editorial Intelligence (2009–2010).
Elle est nommée CBE pour les services aux arts dans les honneurs du Nouvel An 2018. Elle est nommée pair à vie et créée baronne Fleet le 15 septembre 2020.

## Vie privée
Veronica Wadley est mariée au journaliste d'investigation Tom Bower depuis 1985. Le couple a deux enfants, un garçon et une fille. Elle a également deux beaux-fils du premier mariage de son mari.